# 安丘市
安丘市（あんきゅう-し）は、中華人民共和国山東省濰坊市に位置する県級市。

## 地理
安丘市は山東半島中西部に位置し、北は坊子区、西は昌楽県及び臨朐県、東は高密市及び昌邑市、南は諸城市及び沂水県と接する。地勢は西高東北であり、山地・丘陵・平原が各1/3を占める。

## 歴史
春秋時代に渠丘と称され渠丘公として莒子の己朱が封じられた。紀元前199年に安丘と改称された。
紀元前148年に安丘県が設置される。その後昌安県・琅邪県、牟山県・郚城県、輔唐県、膠西県と改称され、971年（北宋の開宝4年）に安丘県と定められた。1993年6月1日に県級市に昇格し現在に至る。

## 行政区画
- 街道：興安街道、新安街道、凌河街道
- 鎮：景芝鎮、官荘鎮、大盛鎮、石埠子鎮、石堆鎮、柘山鎮、輝渠鎮、吾山鎮、金冢子鎮

## 交通
- 膠済線安丘駅